# Самарка (Локтівський район)
Сама́рка (рос. Самарка) — село у складі Локтівського району Алтайського краю, Росія. Адміністративний центр та єдиний населений пункт Самарської сільської ради.

## Населення
Населення — 721 особа (2010; 839 у 2002).
Національний склад (станом на 2002 рік):
- росіяни — 90 %